# Fritz Reuter Literaturarchiv
Das Fritz Reuter Literaturarchiv (FRLA) in Berlin sammelt und erschließt Autographen und Literatur mecklenburgischer Autoren des 19. Jahrhunderts.

## Allgemeines
Die Sammlungsaktivitäten gelten bevorzugt dem niederdeutsch schreibenden Fritz Reuter und der hochdeutsch schreibenden Ida Hahn-Hahn. Im 19. Jahrhundert zählten die beiden Romanschriftsteller im deutschen Sprachraum und weit darüber hinaus zu den meistgelesenen Autoren mit mecklenburgischen Wurzeln. Einen weiteren Sammlungsschwerpunkt bildet der ins 20. Jahrhundert gehörende Mecklenburger Friedrich Griese.
Das Fritz Reuter Literaturarchiv ist Anfang der 1970er Jahre aus privater Initiative und literarischem Interesse an Fritz Reuter (1810–1874) entstanden. Gründer und Inhaber ist der aus Mecklenburg stammende Journalist und frühere Verleger Hans-Joachim Griephan. Das Archiv versteht sich bevorzugt als Sammlungs- und Dokumentationsstätte zu Fritz Reuter, seiner Zeit und seinen Zeitgenossen. Darin eingeschlossen sind auch Autoren, die Fritz Reuter literarisch beeinflusst haben, sich literarisch in der Tradition Fritz Reuters sehen, sich mit Fritz Reuter und seiner Zeit beschäftigt oder über Fritz Reuter und sein Werk geäußert haben.
Mit seinen Beständen und literarischen Auskünften möchte das FRLA die Beschäftigung mit Fritz Reuter, seinem Leben und seiner Wirkung fördern und insbesondere die wissenschaftliche Forschung unterstützen. Das FRLA sieht sich als Ergänzung zu den anderen Institutionen der Reuter-Rezeption: Fritz Reuter Gesellschaft e. V. Neubrandenburg, Fritz-Reuter-Literaturmuseum Stavenhagen, Reuter-Wagner-Museum Eisenach.
Zum Bestand des FRLA gehören bedeutende Autographenbestände, bevorzugt mecklenburgischer Provenienz. Darüber hinaus umfassen die Bestände des FRLA zu Fritz Reuter und Ida Hahn-Hahn: Werke (Gesamtausgaben, Teilsammlungen, Übersetzungen in Fremdsprachen), Arbeiten zum Leben, zum Werk und zur Wirkung, Bilder und Ansichten, Umfeldliteratur, Konvolute sowie Zeitungs- und Zeitschriftenartikel. Wichtige Bestände stehen, weil außerhalb deponiert, nur mit einer zeitlichen Verzögerung von 24–48 Stunden zur Einsichtnahme zur Verfügung.
Der Handschriftenbestand des FRLA umfasst Alben, Albumblätter, Widmungen und Zeichnungen (von der Hand Fritz Reuters), Briefe und Karten, Manuskripte und Schriftstücke sowie Urkunden und Akten.
Eigene Bestände bilden u. a. der Familien(teil)nachlass des Predigers und Dichters Ernst Theodor Johann Brückner und seiner Neubrandenburger Familie, der Verlags(teil)nachlass des Reuter-Verlegers Dethloff Carl Hinstorff und der Hinstorff’schen Hofbuchhandlung sowie die Nachlässe von Ida Hahn-Hahn und Friedrich Griese bilden eigene Bestände.
Im November 2018 machte Griephan der Staatsbibliothek zu Berlin Preußischer Kulturbesitz 76 Originalbriefe Fritz Reuters zum Geschenk. Dieser Bestand wird dort seither unter der Bezeichnung Nachlass Nr. 597 (Slg. Hans-Joachim Griephan) geführt. Durch Schenkung erwarb das Fritz-Reuter-Literaturmuseum in Stavenhagen 2024 nahezu 120 Regalmeter Literatur und Archivalien zu Fritz Reuter und seinem (niederdeutschen) literarischen Umfeld. Diesen Bestand macht das Museum in eigens eingerichteten Räumen als Sammlung Hans-Joachim Griephan zugänglich. Teil des Bestands sind u. a. die Nachlässe des Reuter Verlegers Dethloff Carl Hinstorff und des Schriftstellers Friedrich Griese sowie die wohl umfangreichste rezeptionsgeschichtliche Materialsammlung zu der Schriftstellerin Ida Hahn-Hahn. Ein digitales Archiv erschließt den Sammlungsbestand.

## Bestände
- Gerhard Böhmer
- Jürgen Borchert
- Margret Boveri
- John Brinckman
- Ernst Theodor Johann Brückner
- Melchior von Diepenbrock
- Willi Finger (-Hain)
- Karl Theodor Gaedertz
- Otto Glagau
- Jürgen Grambow
- Friedrich Griese
- Klaus Groth
- Ida Hahn-Hahn
- Ernst Hameister
- Dethloff Carl Hinstorff

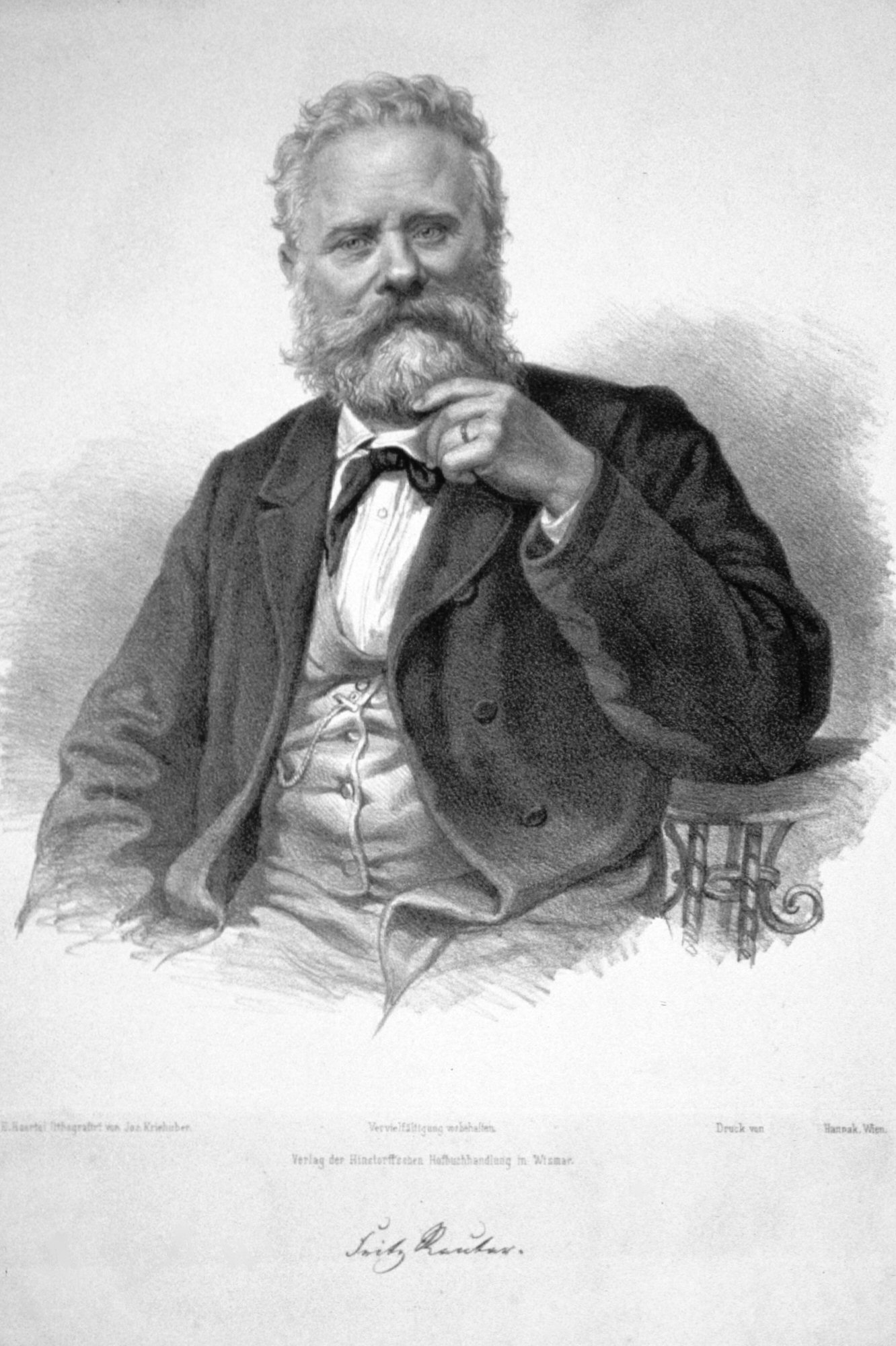
Fritz Reuter

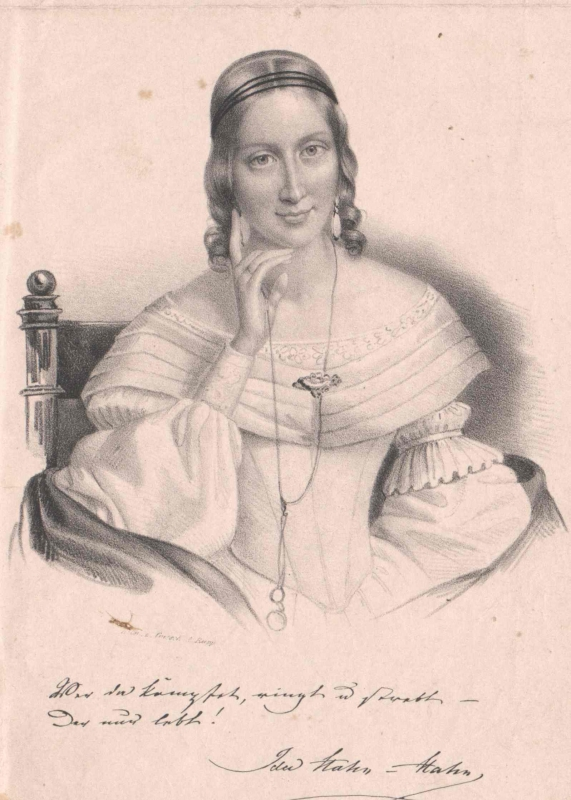
Ida Hahn-Hahn

- August Heinrich Hoffmann von Fallersleben
- Christian Jenssen
- August Junkermann
- Ernst Keil
- Wilhelm Emmanuel von Ketteler
- Theodor Kliefoth
- Heinrich Laube
- Gottlob Dietrich Miller
- Johann Martin Miller
- Helmuth Graf von Moltke
- Ludwig Pietsch
- Hermann Fürst von Pückler-Muskau
- Fritz Reuter
- Georg Johann Reuter
- Ida Reuter[6]
- Luise Reuter
- Marie Königin von Sachsen
- Werner Schinko
- Theodor Schloepke
- Heinrich Seidel
- Otto Speckter
- Erna Taege-Röhnisch
- Rudolf Tarnow
- Johannes Trojan
- Helmut de Voss
- Johann Heinrich Voß
- Paul Warncke
- Adolf Wilbrandt
- Richard Wossidlo